# Vologda guvernement
Vologda guvernement var et guvernement i det nordøstlige Rusland og senere RSFSR, 1796-1929.

## Areal og grænser
Med sin areal på 402.733 km² var det efter Arkhangelsk det største guvernement i europæisk Rusland.
Det strakte sig omkring 1.300 km i nordøstlig retning fra Novgorod guvernements grænse til Uralbjergene. Den sydlige grænse fulgte overvejende den nordrussiske landryg, mod øst også kaldet Uvallyhøjderne, egentlig blot den af floderosionen omdannede vandskel mellem Det Kaspiske Havs og Ishavets floder (262 m.o.h.). I øst udgjordes grænsen af Uralbjergene, som her havde sine højeste tinder (Töll Pos Is, 1.688 m.); fra hovedkæden udgrenede sig mod nordvest Timanhøjene, en snørklet kæde lige som Ural selv, 80 km bred, men af erosion næsten udjævnet således, at de højeste punkter ikke når højere end 260 m.o.h.
Hovedfloder var Suchona og Vytjegda, som flød parallelt med vandskellet og forenede sig til Dvina. I nord strømmer Mesen gennem et stykke af guvernementet, og området øst for Timanhøjene hørte til Petjoras system. Store sandheder og morads udbredte sig mod nord og nordøst. Dog var omkring 95 % af arealet bevokset med en spredt skov bestående af fyr, gran, lærk, asp og birk.

## Klima
Klimaet var strengt: i byen Vologda i sydvest var gennemsnitstemperaturen for året 2,4 °C, men i Ust-Syssolsk ved Vytjegda længere mod nordøst var den kun 0,3 °C. En fordel var dog, at somrene var forholdsvis varme således, at kornet fx ved Mesen kunne modnes 40 dage efter såningen.

## Næringsliv
Foruden en del jordbrug og husdyrhold bedrev man især mejerivirksomhed (fremstilling af smør og ost), skovbrug (med dettes binæringer tjærebrænding, potaskefremstilling med mere) samt hussløjd, især fremstilling af spidser (kendt som "Vologda-spidser"), som solgtes af omkringvandrende gårdhandlere og havde et godt ry, samt træsnedkeri. Af industrier bemærkedes jernværker, brænderier og hørberedningsvirksomheder.
De fornemmeste handelssteder var Vologda og Velikij Ustjug; sidst nævnte sted, som ligger ved floden Suchona, havde omkring 20.000 indbyggere, der var kendt som dygtige gravører i sølv og for deres fremstilling af sølvæsker og -skrin med hemmelige låse.

## Demografi
Befolkningen, som 1915 opgjordes til 1.772.200 personer, bestod for størstedelens vedkommende (91,4 %) af russere mens 8,6 % var komier (i nordøst).
I trosmæssig henseende var befolkningen homogen: 99,9 % bekendte sig til den russisk-ortodokse kirke.
Det blev opgjort, at kun 25 % af befolkningen over 9 år kunne læse.